# Sankt Jørgensgård
Sankt Jørgensgård er det danske (nordiske) navn på middelalderens isolationsbygning for spedalske. I denne tidsperiode lå oprettelsen af hospitaler i hænderne på gejstligheden, og i de sydlige lande kom man tidligt ind på at indrette anstalter til at huse patienter lidende af bestemte sygdomme, og kun dem (pest, skurv, tuberkulose, veneriske lidelser med flere).
Spedalskheden ligestilledes med pesten i social henseende, idet man formodede, at sygdommen kunne overføres fra en person til en anden, anså den for uhelbredelig og kendte de lemlæstelser, den kunne give anledning til. Man nægtede derfor de spedalske adgang til byerne og indrettede huse uden for bymuren, i hvilke de skulle bo, efter at en kommission af repræsentanter for gejstlighed og borgerskab havde besigtiget dem og afgivet kendelse om den syges tilstand og sygdommens art. I mange tilfælde synes disse gårde kun at have været beregnede på natteophold, idet den spedalske, forsynet med et mærke fra øvrigheden, var henvist til at tigge ved landevejen, noget, der er fremstillet på middelalderlige danske kalkmalerier (fx i Draaby Kirke).
Til gårdene knyttedes også andre helgeners navne end Sankt Jørgens (kaldes også Sankt Georg), fx Sankt Nikolaj, Sankt Jakob, Sankt Valentin, Sankt Leonhard, Sankt Lazarus, Sankt Olav og flere andre.
Om gårdenes indre indretning ved man så godt som intet. Skønt afbildninger af spedalske fra middelalderen er meget talrige, findes kun eet billede af et spedalskhedshospitals indre bevaret til vore dage. Det illustrerer en Franciscus-legende (Assisi) og findes i et håndskrift i kommunalbiblioteket i Perugia. Mange af bygningerne findes dog endnu, nogle senere i brug som fattighuse, smålasaretter og lignende, idet de har været så talrige, at der fandtes en Sankt Jørgensgård for hver by og mange gange også for landsbyerne. Talrigheden i Danmark ses blandt andet af de mange geografiske betegnelser, der indledes med helgenens navn (Sankt Jørgens Sø, Sankt Jørgensbjerg med flere). Hvorledes navnet Spejlsby = Spittalsby (Møn) skal forstås, er ikke sikkert, måske har der her været et spedalskhedshospital, måske blot en koloni af spedalske, idet man andetsteds fra ved, at disse syge flere steder sluttede sig sammen i kolonier, organiserede nærmest som lav, med fane etcetera.
Isolationens form synes overalt i Europa at have været nogenlunde den samme, men de gamle danske love viser, at afspærringen her i landet oprindeligt var fakultativ, og den synes først at være blevet tvungen efter indførelsen af Christoffer af Bayerns stadsret 1443. En egentlig isolation overholdtes her i landet kun til henimod slutningen af det 16. århundrede, idet Sankt Jørgensgårde da nedlagdes eller forenedes med andre hospitaler, idet der dog stadig opretholdtes isolationsrum for sporadisk forekommende tilfælde. Christian 3.s reces 1542 angiver nemlig, at sygdommen nu ikke mere er så hyppig som tidligere.

## Galleri
- Sankt Jørgens Hospital i Aakirkeby
- Sct. Jørgens gård i Kolding